# Chlorida cincta
Chlorida cincta là một loài bọ cánh cứng trong họ Cerambycidae.